# Semecarpus angustifolius
Semecarpus angustifolius är en sumakväxtart som beskrevs av K.M. Kochummen. Semecarpus angustifolius ingår i släktet Semecarpus och familjen sumakväxter. Inga underarter finns listade i Catalogue of Life.